# Crambus fuscilineatellus
Crambus fuscilineatellus là một loài bướm đêm trong họ Crambidae.